# Phù Vân
Phù Vân là một phường thuộc tỉnh Ninh Bình, Việt Nam.

## Địa lý
Phù Vân nằm cách phường Hoa Lư - trung tâm tỉnh lỵ Ninh Bình 34 km về phía Bắc, có vị trí địa lý:
- Phía đông giáp phường Hà Nam và phường Phủ Lý.
- Phía nam giáp phường Châu Sơn.
- Phía bắc giáp phường Kim Bảng.
- Phía tây giáp phường Lý Thường Kiệt.

Phường Phù Vân	có diện tích:	19,34	km², 	dân số:	40.927	người, mật độ dân số: 	2116	người/km². 	Đây là đơn vị có diện tích xếp thứ:	113	, số dân xếp thứ: 	19	và mật độ dân số xếp thứ: 	8	trong số 129 xã, phường ở Ninh Bình.
Phường này nằm trên Quốc lộ 21 và cũng là nơi có sông Đáy chảy qua.

## Lịch sử
Theo Nghị quyết số 1674/NQ-UBTVQH15 ngày 16/6/2025 về sắp xếp các đơn vị hành chính cấp xã của tỉnh Ninh Bình năm 2025, Sắp xếp toàn bộ diện tích tự nhiên, quy mô dân số của phường Lê Hồng Phong, xã Kim Bình và xã Phù Vân thành phường mới có tên gọi là phường Phù Vân.